# Maximilian av Hessen-Kassel
Maximilian av Hessen-Kassel, född 28 maj 1689 och död 8 maj 1753, son till Karl av Hessen-Kassel och Maria Amalia av Kurland. Maximilian gifte sig 1720 med Fredrika Charlotte av Hessen-Darmstadt (1698-1777).

## Barn
1. Friedrike av Hessen-Kassel (mor till Hedvig Elisabet Charlotta av Holstein-Gottorp som gifte sig med Karl XIII av Sverige)
2. Vilhelmina av Hessen-Kassel